# Quadricalcarifera purpurascens
Quadricalcarifera purpurascens är en fjärilsart som beskrevs av Rothschild 1917. Quadricalcarifera purpurascens ingår i släktet Quadricalcarifera och familjen tandspinnare. Inga underarter finns listade.